# 琵琶瀬川
琵琶瀬川（びわせがわ）は、北海道厚岸郡浜中町を流れ太平洋に注ぐ普通河川である。

## 地理
北海道北東部の根釧台地南部に位置する根室段丘に源を発し南流し、琵琶瀬川の中流にある霧多布泥炭地（霧多布湿原）を貫流した後に琵琶瀬湾（太平洋）に注ぐ。 

## 地名由来
アイヌ語の「ピパ・セイ（カラス貝の・貝殻の意）」から転訛したものである。

## 流域の自治体
北海道
釧路総合振興局厚岸郡浜中町

## 支流
- 六番沢川
- 四番沢川
- 三番沢川
- 泥川
- 二番沢川
- 一番沢川

## 主な橋梁
- 寿磯橋 - 北海道道808号琵琶瀬茶内停車場線
- 琵琶瀬橋 - 北海道道123号別海厚岸線